# Handball-Regionalliga Baden-Württemberg (Frauen) 2024/25
Die Handball-Regionalliga Baden-Württemberg (Frauen) 2024/25 war die erste Spielzeit der von der Oberliga Baden-Württemberg der Frauen in Regionalliga Baden-Württemberg (Frauen) umbenannten Liga, die unter dem Dach der Handballverbände Baden, Südbaden und Württemberg organisiert wurde. Sie ist die höchste Spielklasse des Verbundes und wird hinter der 3. Liga als vierthöchste Spielklasse im deutschen Ligensystem geführt.

## Saisonverlauf
Meister wurde der TuS Schutterwald und Vizemeister der HC Schmiden/Oeffingen. Beide haben sich für die Aufstiegsrelegation zur 3. Liga qualifiziert.

### Modus
Im Verlaufe der Saison traten 14 Mannschaften der Regionalliga jeweils in einer Hin- und Rückrunde gegeneinander an. Nach Abschluss der daraus resultierenden Spieltage qualifizierten sich Meister und Vizemeister für die Aufstiegsrelegation zur 3. Liga. Es stiegen so viele Mannschaften ab (maximal vier), bis die Staffelstärke von vierzehn Teams incl. den Aufsteigern aus den Oberligen und möglichen Absteigern aus der 3. Liga erreicht war. Am Ende der Saison galt bei Punktegleichheit der direkte Vergleich.

## Teilnehmer

Handballverband Baden

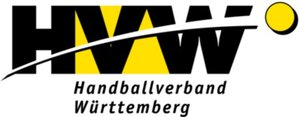
Handballverband Württemberg

Nicht mehr dabei waren die Auf- und Absteiger der Vorsaison. Neu hinzukamen die Absteiger (A) der 3. Liga und die Aufsteiger (N) aus den Landesverbänden.

### Abschlusstabelle
|     | Mannschaft                   | Sp | Pkte  |
| --- | ---------------------------- | -- | ----- |
| 1.  | TuS Schutterwald (A)         | 24 | 44:40 |
| 2.  | HC Schmiden/Oeffingen        | 24 | 42:60 |
| 3.  | Sport-Union Neckarsulm 2 (N) | 24 | 34:14 |
| 4.  | TPSG Frisch Auf Göppingen 2  | 24 | 28:20 |
| 5.  | TSV Bönnigheim               | 24 | 25:23 |
| 6.  | HSG Leinfelden-Echterdingen  | 24 | 22:26 |
| 7.  | TuS Steißlingen (A)          | 24 | 22:26 |
| 8.  | HG Oftersheim/Schwetzingen   | 24 | 22:26 |
| 9.  | SG H2Ku Herrenberg           | 24 | 21:27 |
| 10. | TG 88 Pforzheim (M)          | 24 | 21:27 |
| 11  | TSV Heiningen 1892           | 24 | 17:11 |
| 12. | TV 1895 Flein (N)            | 24 | 12:36 |
| 13  | SV Hohenacker-Neustadt       | 24 | 02:46 |
| 14. | TV Nellingen (A) (Rückzug)   | –  | –     |

## Aufstiegsrelegation zur 3. Liga (Frauen)
Am Ende der Saison wird mit den Regionalligameistern eine Aufstiegsrelegation zur 3. Liga (Frauen) durch den Deutschen Handballbund (DHB) ausgetragen. Dabei werden drei Gruppen in Nord, Mitte und Süd mit je vier Mannschaften gebildet. Jede Gruppe spielt eine Hin- und Rückrunde, wobei sich jeweils die zwei bestplatzierten Teams für die 3. Liga (Frauen) 2025/26 qualifizieren.
In der Südgruppe treten die Meister der Regionalliga Bayern (RL-B), Regionalliga Südwest (RL-SW) sowie Meister und Vizemeister der Regionalliga Baden-Württemberg (RL-BW) gegeneinander an. Am Ende der Relegation gilt bei Punktgleichheit der direkte Vergleich.

### Gruppe Süd
Die Spiele finden in der Zeit vom 10./11. Mai bis 22. Juni statt." Stand 14. Juni 2025
|    | Mannschaft                      | Sp | S | U | N | Tore    | Diff. | Pkte |
| -- | ------------------------------- | -- | - | - | - | ------- | ----- | ---- |
| 1. | TuS Schutterwald (RL-BW 1)      | 5  | 4 | 0 | 1 | 153:130 | +23   | 8:2  |
| 2. | TSV Ismaning (RL-B)             | 5  | 4 | 0 | 1 | 144:133 | +11   | 8:2  |
| 3. | HC Schmiden-Oeffingen (RL-BW 2) | 5  | 1 | 0 | 4 | 122:131 | −9    | 2:8  |
| 4. | DJK SF Budenheim (RL-SW)        | 5  | 1 | 0 | 4 | 122:147 | −25   | 2:8  |

 Aufsteiger zur 3. Liga (Frauen) 2025/26.